# Лазарев, Александр Владимирович
Александр Владимирович Лазарев (род. 25 июля 1974, Южноуральск, Челябинская обл., СССР) — российский общественный и политический деятель. Глава Южноуральского городского округа с ноября 2015 года по сентябрь 2020 года. Председатель Законодательного собрания Челябинской области седьмого созыва с 16 ноября 2021 года. Почетный гражданин г. Южноуральска.

## Биография
В 18 лет начал работать водителем в коммерческой компании. В 1992 году был призван в ряды Вооруженных сил РФ. После демобилизации в 1994 году работал в компаниях по развитию мобильной связи. В 2007 году завершил обучение в Челябинском государственном университете по специальности «Социальная работа». В 2010 году назначен генеральным директором ООО «КонструктУралКомплект». 
19 ноября 2015 года на заседании Собрания городского округа путем открытого голосования депутатов был единогласно избран главой Южноуральска. На этом посту он сменил Евгения Соболева, добровольно сложившего полномочия. 
13 сентября 2020 года бы  избран депутатом парламента Челябинской области VII созыва. 23 сентября досрочно покинул пост главы Южноуральского городского округа. В октябре того же года избран первым вице-спикером Законодательного собрания Челябинской области. 
16 ноября 2021 года на внеочередном заседании регионального парламента был единогласно избран председателем Законодательного собрания Челябинской области. На этой должности сменил Владимира Мякуша, который руководил областным парламентом 16 лет.  

## Личная жизнь
Женат, есть дочь.  